# 金角湾 (伊斯坦布尔)

伊斯坦布尔历史半岛地图，展示了金角湾和萨拉基里奥角相对于博斯普鲁斯海峡的位置，以及具有重要历史意义的遗址（黑色）和各种著名街区

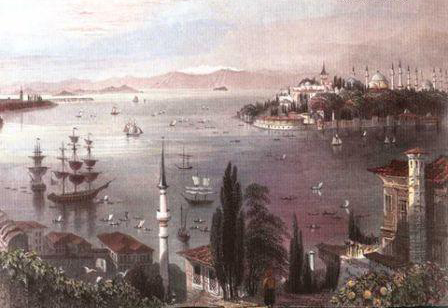
从贝伊奥卢望向金角湾的油画，图中可见博斯普鲁斯海峡（左）、金角湾的入口（中右）和马尔马拉海（远处）以及地平线上的王子岛群。

金角湾（土耳其语：Haliç 或 Altın Boynuz；希腊语：Χρυσόν Κέρας – Chrysón Kéras，又称哈利奇湾）是土耳其城市伊斯坦布尔的一个天然峽灣，一個從马尔马拉海伸入欧洲大陆的细长水域，是伊斯坦布尔的主要城市水道和博斯普鲁斯海峡的主要入口。金角湾是伊斯坦布尔老城的北部边界，其南部即为萨拉基里奥角。
金角湾是伊斯坦堡的天然屏障，将城市的历史中心区域与其他部分分隔开来，形成了一个角形的避风港，对君士坦丁堡的防卫有着很大的作用。金角湾过去曾是拜占庭帝国的海军基地，拜占庭帝国还曾在金角湾沿岸修建城墙。金角湾在古代也是个重要的商业据点。
现在的金角湾及其两岸则是伊斯坦布尔著名的观光景点。
加拉塔大橋是橫跨金角灣的重要橋樑。每小时一班的金角湾渡轮服务将于斯屈达尔和卡拉柯伊与河口沿岸的大部分郊区连接起来。2021年，T5有轨电车线路在金角湾西岸开通。